# Ame Xongyieleng
Ame Xongyieleng là một chính khách người Lào. Ông là một thành viên của Đảng Nhân dân Cách mạng Lào. Ông cũng là đại diện của Quốc hội Lào cho Tỉnh Sainyabuli (Khu vực 7).